# Montsià
Montsià is een comarca van de Spaanse autonome regio Catalonië. Het is onderdeel van de provincie Tarragona. In 2005 telde Montsià 64.181 inwoners op een oppervlakte van 735,37 km². De hoofdstad van de comarca is Amposta.

## Gemeenten
| Gemeente      | Inwoners | Gemeente  | Inwoners | Gemeente            | Inwoners |
| ------------- | -------- | --------- | -------- | ------------------- | -------- |
| Alcanar       | 9311     | Amposta   | 18.719   | Freginals           | 406      |
| La Galera     | 818      | Godall    | 749      | Mas de Barberans    | 683      |
| Masdenverge   | 1052     | La Ràpita | 13.181   | Sant Jaume d'Enveja | 3355     |
| Santa Bàrbara | 3613     | La Sénia  | 5969     | Ulldecona           | 6325     |